# Strangalia saltator
Strangalia saltator är en skalbaggsart som först beskrevs av Bates 1885. Strangalia saltator ingår i släktet Strangalia och familjen långhorningar.
Artens utbredningsområde är:
- Costa Rica.
- Panama.

Inga underarter finns listade i Catalogue of Life.